# David Popovici
David Popovici (født 2004) er en rumænsk konkurrencesvømmer.
I 2021 repræsenterede han sit land ved Sommer-OL 2020 i Tokyo, hvor han tog 4. pladsen i 200m fri-finalen og tog 40.-pladsen i 50m fri og derfor ikke kvalificerede sig til semifinalen i stævnet.